# Карибаева, Сауле Маратовна
Сауле Маратовна Карибаева (род. 23 апреля 1987, Алма-Ата) — нападающая сборной Казахстана по футболу.

## Карьера
Играет как в нападении, так и в полузащите. В составе «Алма-КТЖ» пять раз была чемпионом Казахстана. В составе шымкентского «БИИК-Казыгурта» с момента создания клуба. В 2010 году стала обладателем Кубка Казахстана. В 2011 году стала чемпионом Казахстана.
В сборной Казахстана Сауле играет с 2004 года, дебютировала в матче со сборной Эстонии.